# Poema Titônio

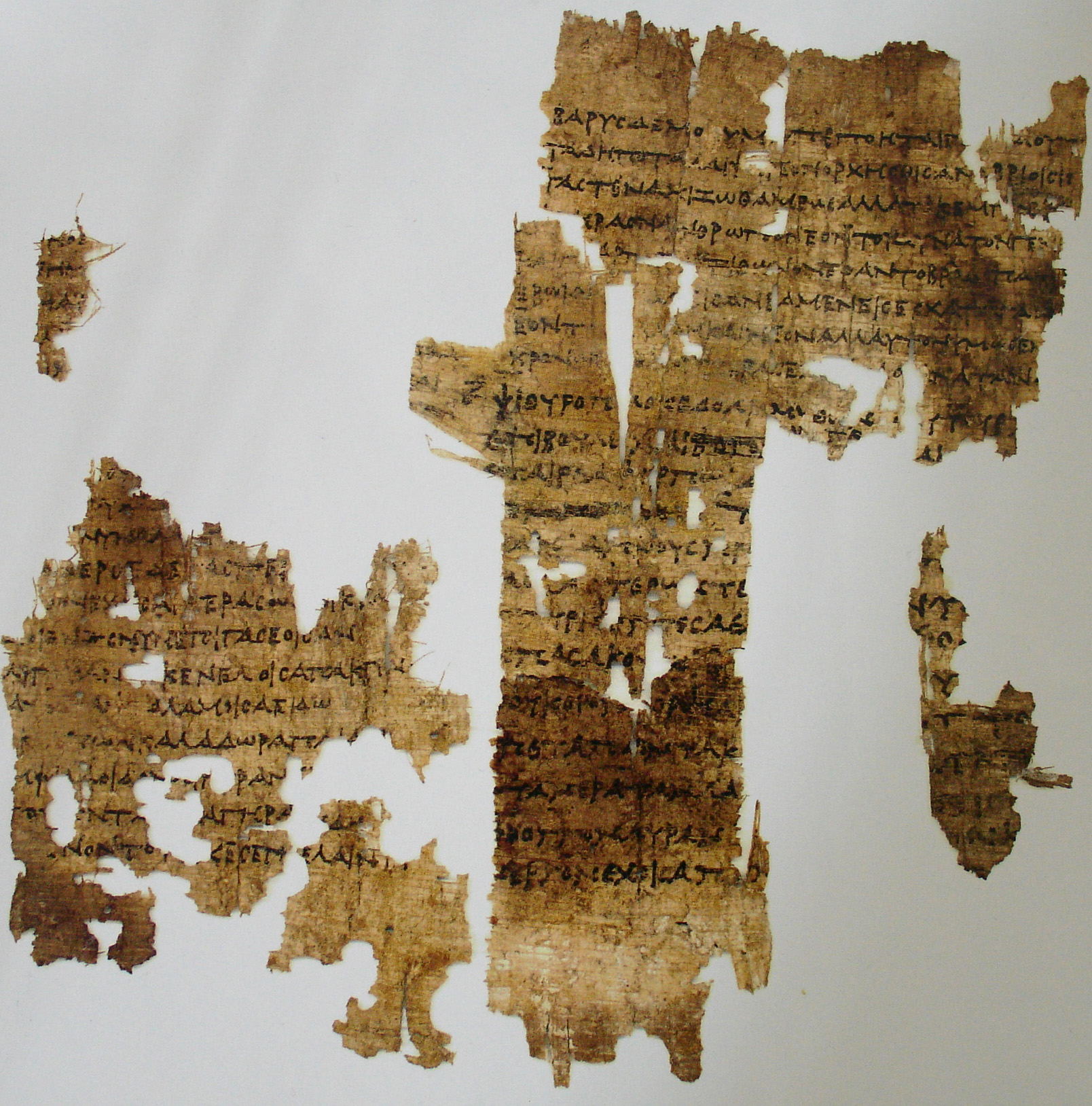
Fragmentos dos papiros de Colônia, datados do século III a.C; preservam doze versos do poema de Titono. Publicados em 2004, a descoberta chamou a atenção da mídia internacional.

O poema Titônio ou poema de Titono, também conhecido como poema da velhice ou (com fragmentos de outro poema de Safo descoberto na mesma época) a Nova Safo, é um poema da poeta grega arcaica Safo. É parte do fragmento 58 da edição de Eva-Maria Voigt de Safo. O poema é do Livro IV da edição alexandrina da poesia de Safo. O poema foi publicado pela primeira vez em 1922, depois que um fragmento de papiro no qual foi parcialmente preservado foi descoberto em Oxirrinco, no Egito. Fragmentos de papiro publicados em 2004 quase completaram o poema, atraindo a atenção da mídia internacional. O poema é uma das poucas obras substancialmente completas de Safo e trata dos efeitos do envelhecimento. Há um debate acadêmico sobre onde o poema termina, já que quatro linhas que se pensava anteriormente fazerem parte do poema não foram encontradas no papiro de 2004.

## Preservação
Duas linhas do poema são preservadas no Deipnosofistas de Ateneu. Além dessa citação, o poema é conhecido por dois papiros: um descoberto em Oxirrinco, no Egito, e publicado pela primeira vez em 1922; o outro foi publicado pela primeira vez em 2004. As linhas citadas por Ateneu são parte do poema preservado no papiro de Oxirrinco, mas não no papiro de Colônia.

### Papiro de Oxirrinco
Parte do poema Titônio foi publicado originalmente em 1922 em um fragmento de papiro de Oxirrinco. Este fragmento preservou parte de 27 versos da poesia de Safo, incluindo o poema de Titono. O papiro parece ser parte de uma cópia do Livro IV da edição alexandrina da poesia de Safo, já que todos os poemas parecem estar na mesma métrica. Pela caligrafia, o papiro pode ser datado do segundo século d.C. Hoje, o papiro faz parte da coleção da Biblioteca Sackler da Universidade de Oxford.

### Papiro de Colônia
Em 2004, Martin Gronewald e Robert Daniel publicaram três fragmentos de papiro da Coleção de Papiros de Colônia, os quais, tomados com o fragmento existente de Oxirrinco, forneceram o texto quase completo para cinco estrofes do poema. O papiro de Colônia, preservado em cartonagem, é do início do século III a.C., tornando-o o mais antigo papiro conhecido contendo um poema de Safo.
O papiro faz parte de uma antologia de poesia, com poemas sobre temas semelhantes agrupados. Junto com o poema Titônio, dois outros são preservados no papiro publicado por Gronewald e Daniel: um na mesma métrica, um escrito com uma letra diferente e em uma métrica diferente. A métrica deste último poema tem características que não aparecem em nenhuma métrica conhecida usada pelas poetisas lésbicas. Ele também contém formas de palavras que parecem não estar no dialeto eólico usado por Safo, e se refere ao mito de Orfeu em uma forma que não se sabia ter existindo na época de Safo. Por esses motivos, este último não pode ser de Safo.

## Poema

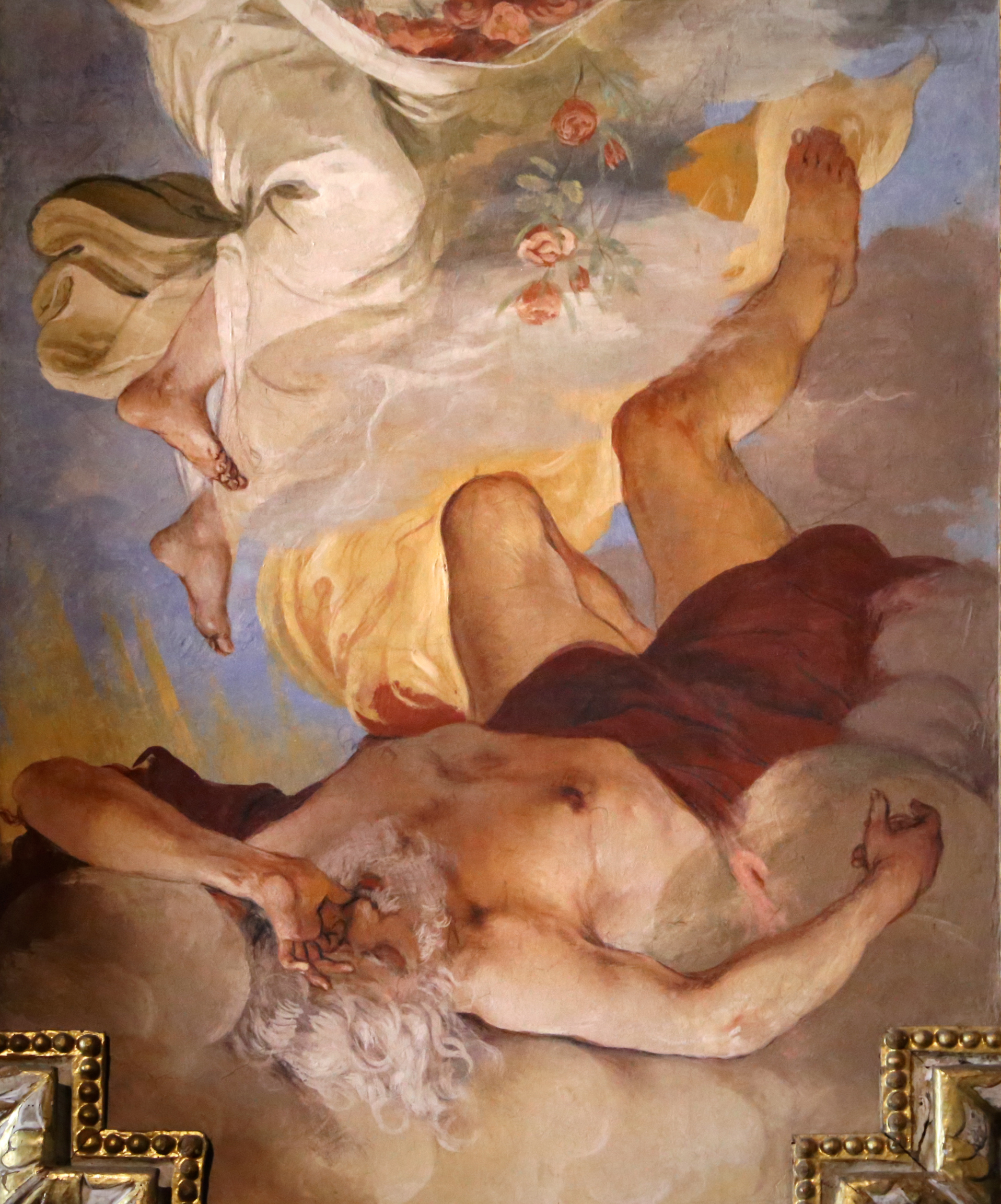
Titono, detalhe de Aurora e Titone c. 1635, Giovanni da San Giovanni

O poema de Titono tem doze linhas de comprimento, estando em uma métrica chamada "hiponacteanos acéfalos com expansão dupla-coriâmbica interna". É o quarto poema de Safo a ser suficientemente completo para ser tratado como uma obra inteira, junto com a Ode a Afrodite, fragmento 16 e fragmento 31: um quinto, o Poema dos Irmãos, foi descoberto em 2014.
O poema é escrito como uma exortação a um grupo de moças, apresentando a cantora como um exemplo a seguir. Ele discute a velhice do cantor e diz ao público que, embora eles também envelheçam e percam a beleza, suas habilidades musicais serão mantidas. Anton Bierl sugere que o poema foi originalmente composto como uma obra didática, com o objetivo de ensinar mulheres jovens sobre beleza e mortalidade. Fernando Santoro ressalta o seu caráter filosófico. É um dos vários poemas de Safo que discutem a velhice.
O nome comum do poema vem do mito grego de Titono, que é mencionado nas linhas 9 a 12 do poema. De acordo com a lenda, Titono era um príncipe troiano, amado por Eos, a deusa Aurora. Ela pediu que Zeus tornasse seu amante imortal; ele atendeu ao pedido, mas como ela não pediu a juventude eterna para Titono, ele continuou a envelhecer pela eternidade. A história de Titono era popular na poesia grega arcaica, embora a referência a ele neste poema pareça inadequada, de acordo com Rawles. No entanto, Page duBois observa que o uso de um exemplum mítico para ilustrar o ponto de um poema, como a história de Titono neste poema, é uma característica da poesia de Safo – duBois o compara ao uso de Safo da história de Helen em fragmento 16. Martin Litchfield West considera que essas linhas parecem um final fraco para o poema, embora Titono funcione como um paralelo a Safo em sua velhice.
Na tradução de Carlos Alberto Martins de Jesus, a partir da reconstrução de M. L. West:
| ὕμμεϲ πεδὰ Μοίϲαν ἰ]ο̣κ[ό]λ̣πων κάλα δῶρα, παῖδεϲ, ϲπουδάϲδετε καὶ τὰ]ν̣ φιλάοιδον λιγύραν χελύνναν· ἔμοι δ’ ἄπαλον πρίν] π̣οτ̣’ [ἔ]ο̣ντα χρόα γῆραϲ ἤδη ἐπέλλαβε, λεῦκαι δ’ ἐγ]ένοντο τρίχεϲ ἐκ μελαίναν· βάρυϲ δέ μ’ ὀ [θ]ῦμο̣ϲ̣ πεπόηται, γόνα δ’ [ο]ὐ φέροιϲι, τὰ δή ποτα λαίψηρ’ ἔον ὄρχηϲθ’ ἴϲα νεβρίοιϲι. τὰ ⟨μὲν⟩ ϲτεναχίϲδω θαμέωϲ· ἀλλὰ τί κεν ποείην; ἀγήραον ἄνθρωπον ἔοντ’ οὐ δύνατον γένεϲθαι. καὶ γάρ π̣[ο]τ̣α̣ Τίθωνον ἔφαντο βροδόπαχυν Αὔων ἔρωι φ̣ ̣ ̣α̣θ̣ε̣ιϲαν βάμεν’ εἰϲ ἔϲχατα γᾶϲ φέροιϲα[ν, ἔοντα̣ [κ]ά̣λ̣ο̣ν καὶ νέον, ἀλλ’ αὖτον ὔμωϲ ἔμαρψε χρόνωι π̣ό̣λ̣ι̣ο̣ν̣ γῆραϲ, ἔχ̣[ο]ν̣τ̣’ ἀθανάταν ἄκοιτιν. | Vós,] donzelas, com os belos dons [das Musas] de regaço violetas sêde zelosas, bem assim com a] lira melodiosa, dos poetas amante. Pois o meu outrora delicado] corpo, já a velhice me arrebatou, e brancos] se tornaram os cabelos, negros que eram. Pesado o meu coração se tornou, não me suportam já as pernas, em tempos ágeis para a dança, como pequenas corças. Isso lamento a toda a hora; mas que fazer? alguém que não envelhece é algo que não pode existir. Também em tempos Titono, diziam, a Aurora de róseos braços, levada pelo amor, consigo arrastou para o fim do mundo, sendo este belo e jovem; mas até dele se apoderou, com o tempo, a [grisalha] velhice, dele que tinha imortal esposa. |
| | |

### Metro
A métrica do poema Titônio já era conhecida, antes da descoberta do papiro de Colônia, a partir de quatro citações de Safo. Duas delas estão preservadas no Enchiridion de Hefestião; ele descreve o metro como aiolikon e diz que Safo o usava com frequência. A métrica tem a forma "× ¯ ˘ ˘ ¯ ¯ ˘ ˘ ¯ ¯ ˘ ˘ ¯ ˘ ¯ ¯", que faz parte da classe maior de métricas eólicas. Os poemas nesta métrica de Safo são convencionalmente considerados como tendo sido do quarto livro da edição Alexandrina, embora nenhuma evidência direta confirme ou negue isso.

### Continuação após a linha 12
Antes dos papiros de Colônia serem publicados em 2004, as linhas 11 a 26 do Papiro Oxirrinco 1787 eram consideradas um único poema, fragmento 58 nos sistemas de numeração de Lobel-Page (e posteriormente Voigt). O poema no papiro de Colônia, entretanto, contém apenas 12 versos. Eles começam com a linha 11 de P. Oxy. 1787, confirmando a sugestão de longa data de que o poema começara ali. A versão de Colônia do poema está, portanto, faltando do que há muito se acreditava serem as quatro linhas finais do poema.
Grande parte da discussão acadêmica do poema diz respeito à diferença entre as terminações do poema Titônio preservadas nos dois papiros. Os estudiosos discordam sobre como isso deve ser interpretado. André Lardinois enumera as possíveis explicações apresentadas: em primeiro lugar, que o papiro de Colônia não continha o poema completo, mas apenas as doze primeiras linhas; em segundo lugar, que o poema termina após a linha doze e as linhas finais no papiro de Oxirrinco seriam parte de outro poema; e em terceiro lugar, que havia dois finais diferentes para o poema, um na linha doze e um continuando na linha dezesseis.
West argumenta que as quatro linhas ausentes do papiro de Colônia faziam parte de um poema separado, embora Lardinois comente que não há evidências no papiro de Oxyrhynchus para confirmar ou negar isso. No entanto, outros estudiosos, incluindo Gronewald e Daniel, que publicaram originalmente os fragmentos de Colônia, acreditam que o poema continuou nessas quatro linhas. Lardinois sugere que pode ter havido duas versões do poema atuais na antiguidade, uma terminando após a décima segunda linha, a outra continuando na linha 16. Gregory Nagy concorda, argumentando que as duas versões seriam apropriadas para diferentes contextos de apresentação.
Se as quatro linhas contestadas fizessem parte do poema de Titono, o tom do poema teria mudado significativamente. A versão de dezesseis versos do poema tem um final muito mais otimista do que a versão de doze versos, expressando esperança por uma vida após a morte.

## Recepção
A publicação dos papiros de Colônia em 2004, tornando o poema Titônio quase completo, atraiu a atenção internacional tanto de estudiosos quanto da imprensa popular. A descoberta foi publicada em jornais dos Estados Unidos e do Reino Unido, bem como online. O Daily Telegraph descreveu a descoberta como "o mais raro dos presentes", enquanto Marylin Skinner disse que a descoberta foi o achado de uma vida para os classicistas.
Desde a descoberta, houve uma quantidade significativa de estudos sobre o poema. No 138º encontro anual da American Philological Association, dois painéis separados discutiram os poemas, e artigos baseados nesses painéis foram publicados posteriormente como The New Sappho on Old Age, editado por Marylin Skinner e Ellen Greene. Pelo menos duas outras coleções de ensaios sobre os papiros de Colônia foram publicadas. A descoberta foi vista como particularmente significativa para a compreensão da transmissão e recepção da poesia de Safo no mundo antigo.